# Сан Гало (Бреша)
Сан Гало је насеље у Италији у округу Бреша, региону Ломбардија.
Према процени из 2011. у насељу је живело 845 становника. Насеље се налази на надморској висини од 461 м.